# Phillipe Nover
Phillipe J. Nover (Brooklyn, 3 febbraio 1984) è un lottatore di arti marziali miste statunitense di origini filippine attualmente sotto contratto con la Ultimate Fighting Championship dove lotta nella divisione dei pesi piuma.
Nover è noto per aver preso parte alle finali del programma televisivo The Ultimate Fighter nella sua ottava stagione, Team Nogueira vs. Team Mir. È inoltre conosciuto per la sua abilità nel jiu jitsu brasiliano.

## Biografia
Nover è nato e cresciuto a New York, figlio di padre statunitense e di madre filippina.

## Carriera nelle arti marziali miste

### Ritorno in UFC
Il 16 maggio 2015 Nover fa il suo ritorno nell'Octagon dopo cinque anni e affronta il sudcoreano Yui Chul Nam all'SM Mall of Asia di Manila. La sfida si svolge nella divisione dei pesi piuma. In un incontro molto competitivo dove trova successo nelle fasi di clinch, Nover riesce a resistere al tentativo di rimonta dell'avversario nel terzo round, ottenendo una vittoria per decisione non unanime.
A dicembre affrontò il russo Zubaira Tukhugov, venendo sconfitto per decisione non unanime. Stessa sorte gli toccò il 24 settembre 2016, quando venne sconfitto per decisione unanime dall'ex campione dei pesi gallo UFC Renan Barão.

## Risultati nelle arti marziali miste
| Risultato | Record | Avversario       | Metodo                  | Evento                                 | Data              | Round | Tempo | Città                  | Note |
| --------- | ------ | ---------------- | ----------------------- | -------------------------------------- | ----------------- | ----- | ----- | ---------------------- | ---- |
| Sconfitta | 11-7-1 | Renan Barão      | Decisione (unanime)     | UFC Fight Night: Cyborg vs. Lansberg   | 24 settembre 2016 | 3     | 5:00  | Brasilia, Brasile      |      |
| Sconfitta | 11-6-1 | Zubaira Tukhugov | Decisione (non unanime) | UFC Fight Night: Namajunas vs. VanZant | 10 dicembre 2015  | 3     | 5:00  | Las Vegas, Stati Uniti |      |